# Semiothisa largificaria
Semiothisa largificaria är en fjärilsart som beskrevs av Heinrich Benno Möschler 1887. Semiothisa largificaria ingår i släktet Semiothisa och familjen mätare. Inga underarter finns listade i Catalogue of Life.